# Stazione di Shibusawa
La stazione di Shibusawa (渋沢駅?, Shibusawa-eki) è una stazione ferroviaria situata nella città di Hadano, nella prefettura di Kanagawa, in Giappone, e serve la linea Odakyū Odawara delle Ferrovie Odakyū.

## Linee
Ferrovie Odakyū
● Linea Odakyū Odawara

## Struttura
La stazione è realizzata in superficie, con due marciapiedi laterali e due binari passanti.
| 1 | ● Linea Odakyū Odawara | per Odawara e Hakone-Yumoto              |  |
| 2 | ● Linea Odakyū Odawara | per Sagami-Ōno, Shinjuku e linea Chiyoda |  |

## Stazioni adiacenti
| «                    | Servizio                                     | »                    |
| Linea Odakyū Odawara | Linea Odakyū Odawara                         | Linea Odakyū Odawara |
| -------------------- | -------------------------------------------- | -------------------- |
| Hadano               | Locale Semiespresso Espresso rapido Espresso | Shin-Matsuda         |